# Antonio Jesús López Nieto
Antonio Jesús López Nieto (Màlaga, 25 de gener de 1958) és un exàrbitre de futbol espanyol. Actualment és president de l'Unicaja Màlaga.
Va arbitrar a la Primera Divisió espanyola des de 1988 fins a la seva retirada el 2003.

## Trajectòria
El col·legiat andalús va debutar a la primera divisió un 18 de setembre de 1988, en un partit entre el Celta i RCD Espanyol que va acabar amb empat a zero.
Des de llavors va dirigir més de 200 partits a primera, va arbitrar en una Eurocopa, un Mundial així com un gran nombre d'enfrontaments de la Lliga de Campions i de la Copa de la UEFA.
En aquest temps, com a reconeixement a la seva carrera, va rebre diversos premis, entre ells el Trofeu Guruceta, que atorga el diari Marca al millor àrbitre de la temporada.
López Nieto, que va haver de deixar l'arbitratge en complir 45 anys, edat estipulada en el reglament de la Real Federació Espanyola de Futbol (RFEF), va arbitrar el seu últim partit el 15 de juny de 2003, en un partit disputat entre l'Osasuna i el Deportivo Alavés a Pamplona.
Actualment és membre del comitè arbitral de designacions, i director general de l'Oficina de l'Alcalde de la Diputació de Màlaga, pel Partit Popular.

## Premis
- Trofeu Guruceta (5): 1993/94 1994/95 1995/96 1996/97 i 1999/00.
- Premi Don Balón - Millor àrbitre (4): 1993/94, 1995/96, 1999/00, 2001/02.

## Curiositats
L'11 de juny de 2002 a l'estadi Estadi Ecopa de Shizuoka va batre el rècord de targetes en una cita mundialista en mostrar 16 cartolines grogues i dues de vermelles durant el Camerun - Alemanya, que va superar les 12 grogues del Senegal - Uruguai celebrat hores abans a Corea.